# When I Was Young (singolo)
When I Was Young è un singolo della cantante danese MØ, il primo estratto dal suo secondo EP omonimo e pubblicato il 26 ottobre 2017 dalla Sony Music.

## Tracce
1. When I Was Young – 3:39 (Karen Marie Ørsted, Ronni Vindahl, Daniel Mizhrahi, James Allan, Kristoffer Fogelmark, Albin Nedler, Grant Harris)